# Regional Educational Programme for Animal Health Assistants
Regional Educational Programme for Animal Health Assistants (REPAHA), ook wel Caribbean Regional Centre for the Education and training of Animal Health and Veterinary Public Health Assistants, was van 1975 tot 2002 een instelling van de Caricom. Het was gevestigd in New Amsterdam in Guyana.
Het REPAHA werd in 1975 opgericht tijdens een bijeenkomst van de Caribische regeringen met het VN-Ontwikkelingsprogramma (UNDP), de Pan-Amerikaanse Gezondheidsorganisatie (PAHO), het Commonwealth Fund for Technical Cooperation (CFTC), het Canadian International Development Agency (CIDA) en het Europees Ontwikkelingsfonds (EDF). In deze jaren was er sprake van uitbraken van mond-en-klauwzeer.
Het doel van de organisatie was om het aantal werknemers in de veterinaire beroepen toe te laten nemen en de productie van melk en vee in de regio te laten stijgen. Het programma bracht 478 assistenten voort en diplomeerde een aantal afgestudeerden op het gebied van veeproductie en management. Daarnaast gaf het kortdurende agrarische cursussen.
Op 31 augustus 2002 was het aantal studenten teruggelopen en stopte de Caricom met het programma. Er werd overeengekomen om het samen te voegen met de Guyana School of Agriculture (GSA), waardoor er een veterinaire opleiding voortgezet kon worden. Op de plek waar het in New Amsterdam was gevestigd, opende de Guyaanse regering in 2021 de Guyana Livestock Development Authority (GLDA).